# Sycoecus thaumastocnema
Sycoecus thaumastocnema är en stekelart som beskrevs av James Waterston 1914. Sycoecus thaumastocnema ingår i släktet Sycoecus och familjen fikonsteklar. Inga underarter finns listade i Catalogue of Life.